# ハヤシ百貨店
ハヤシ百貨店（はやしひゃっかてん）は山口県出身の経営者・林方一により1932年12月5日に日本統治時代の台湾台南州台南市末広町2丁目（現・台南市中西区忠義路2段63號）に創立した日本の百貨店。当時は林百貨店又は林デパートとも表記していた。現在は修復され特産品販売施設「林百貨」として再活用されている。

## 概要
日本統治時代の台南において唯一近代的エレベーターを備えていた建物は、俗に五層樓仔（5階建てビルの意味を持つ）ともいわれ、台北市栄町の菊元百貨店と並び南北二大百貨ビルともいわれた。設計者は石川県出身の建築家・梅澤捨次郎、建物は鉄筋コンクリート造の6階建てで、1-4階は売場、5階にレストラン、屋上階6階に機械室と展望台、そして屋上庭園と神社があった。神社は開業の半年後に完成し、一般には公開されなかったが「末広社」と呼ばれ、産業の守り神として信仰の対象となっていた。建築技術も材料も当時最先端のものがふんだんに使われている。百貨店があった末広通りは、台南一の目抜き通りで、当時は「銀座通り」と通称されていた。
1945年3月1日、連合国軍による大規模な空爆で、屋上、神社、外壁、床などが損傷した。
戦後建物は改修され、台湾製塩総工場、空軍および警官の派出所などに使われたが、1980年代より空きビルとなっていた。
台南市により1998年6月26日、市定古跡に認定され、2010年1月より修復作業が行われ、2013年1月に完成した。修復に際しては、創業当時の姿が再現されたほか、米軍によって爆撃された跡や当時のままの床材の一部などを記録として残している。屋上にあった邸内神社も「林百貨頂楼神社遺跡」として残されている。
公募により、2013年7月に台南市のファッションビル「フォーカス・スクエア」を運営している高青開発株式会社が同ビルを賃貸することが発表され、8月には修復した内部が期間限定で一般公開された。夜間にはライトアップも行われている。

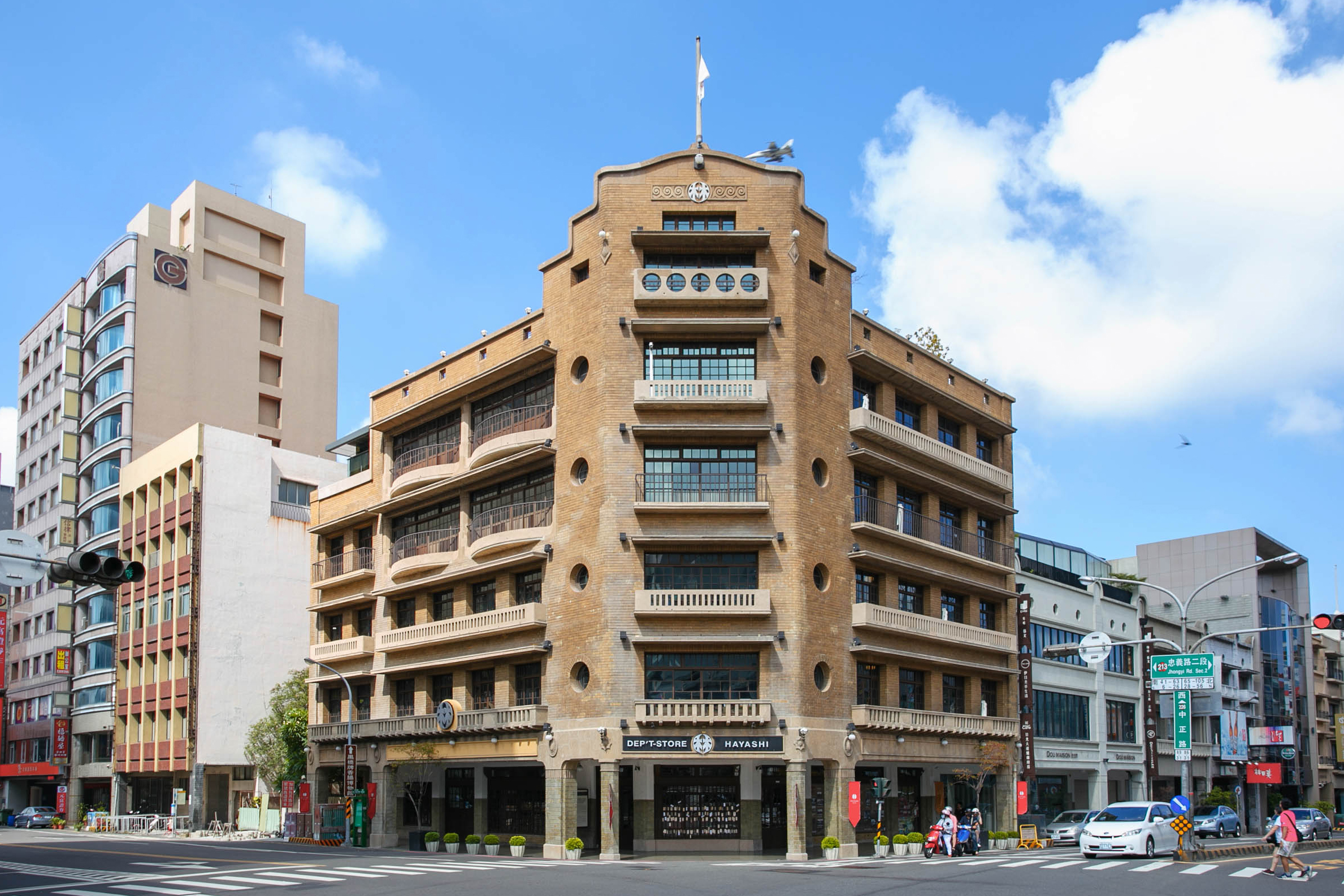
林百貨店（修繕した後）
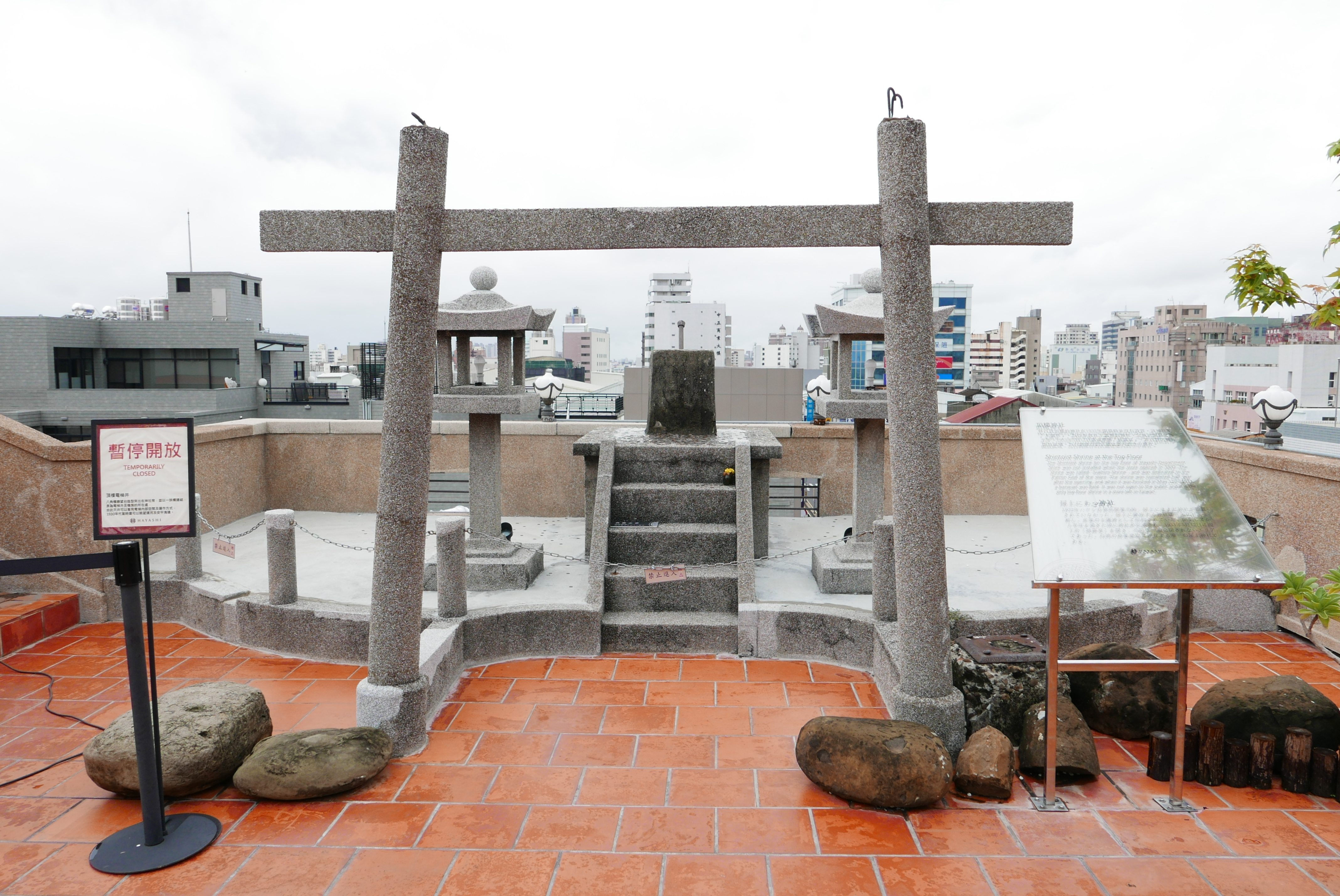
屋上の鳥居（一部破損のまま保存）
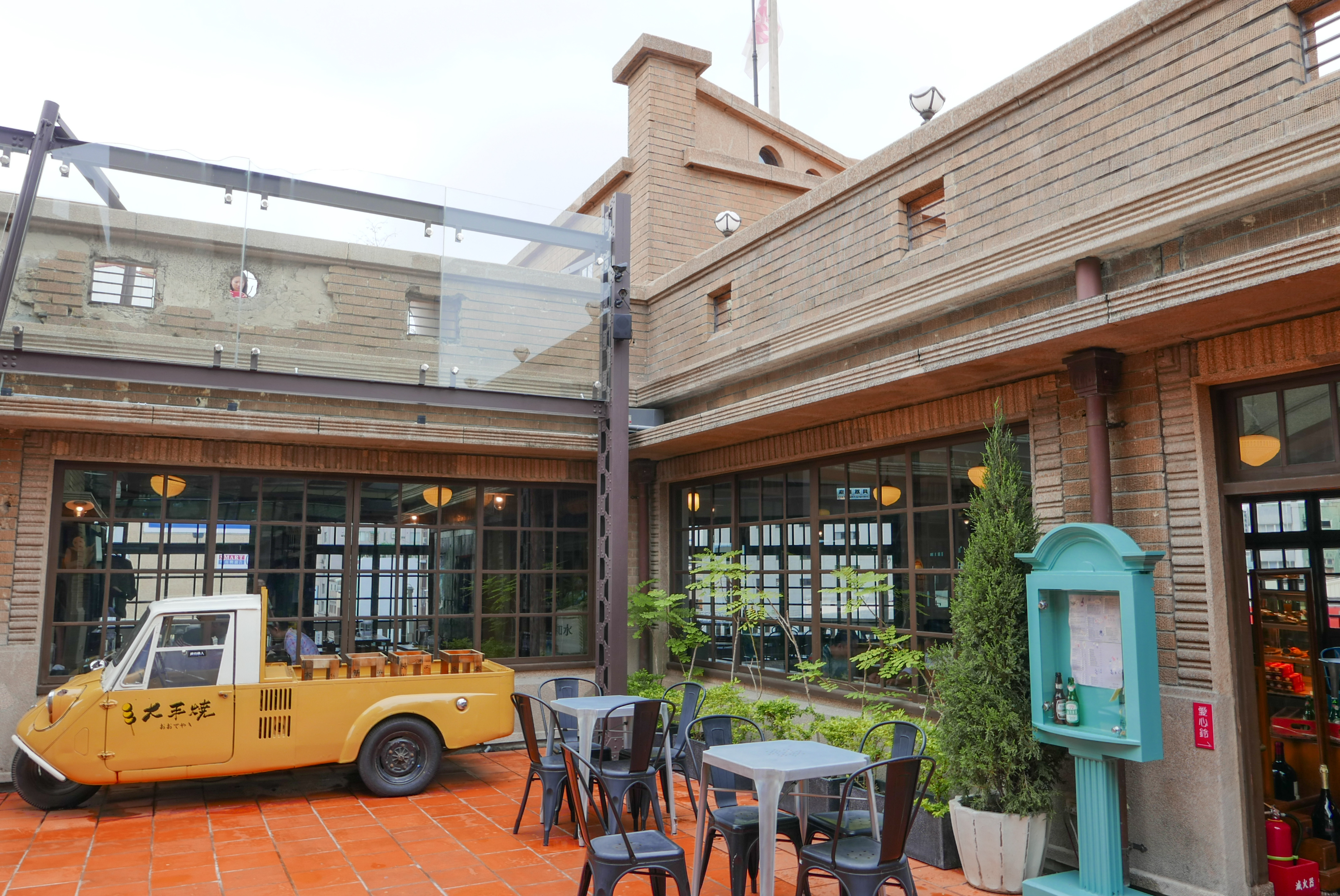
5階（台南ダイニング）
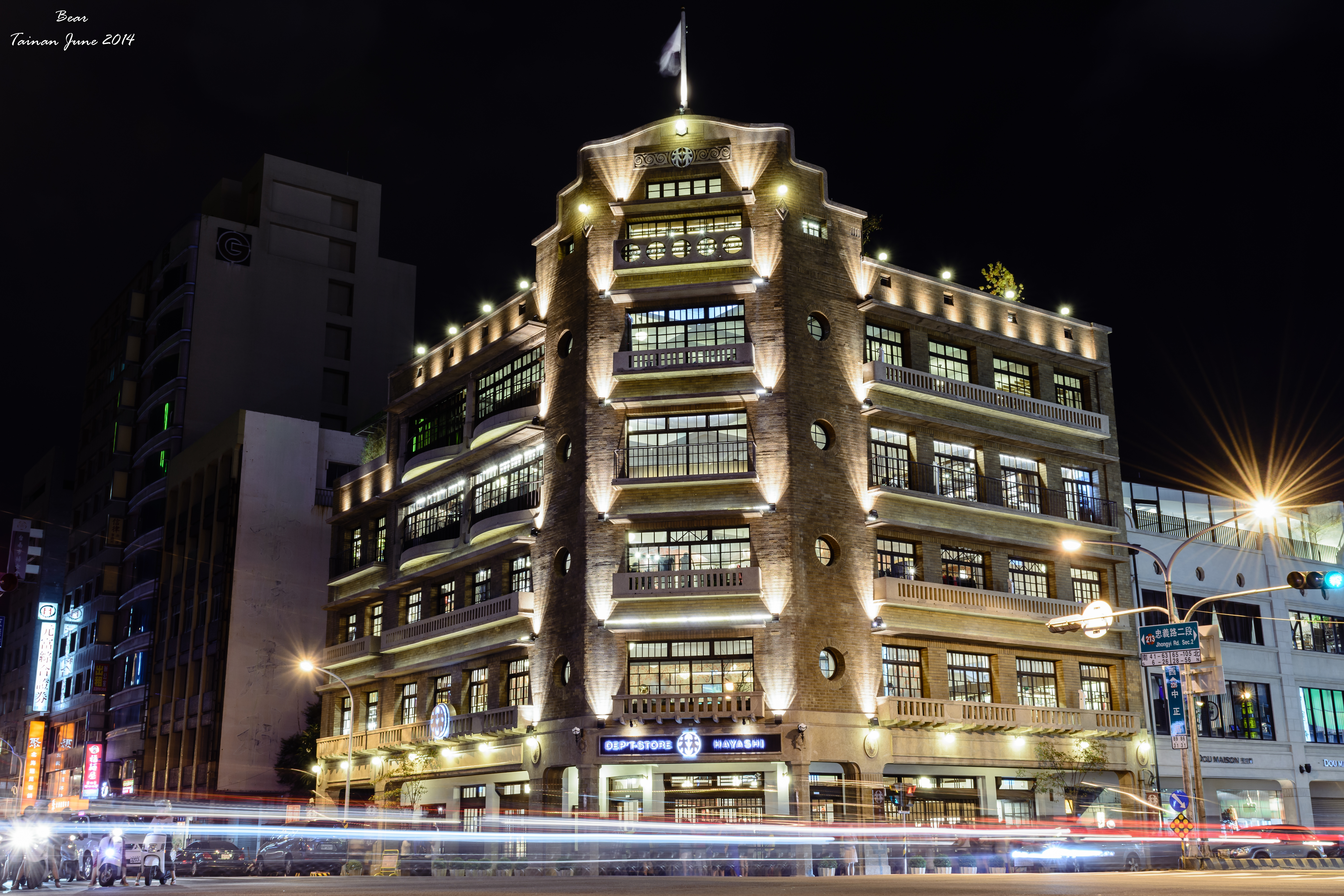
夜のハヤシ百貨店
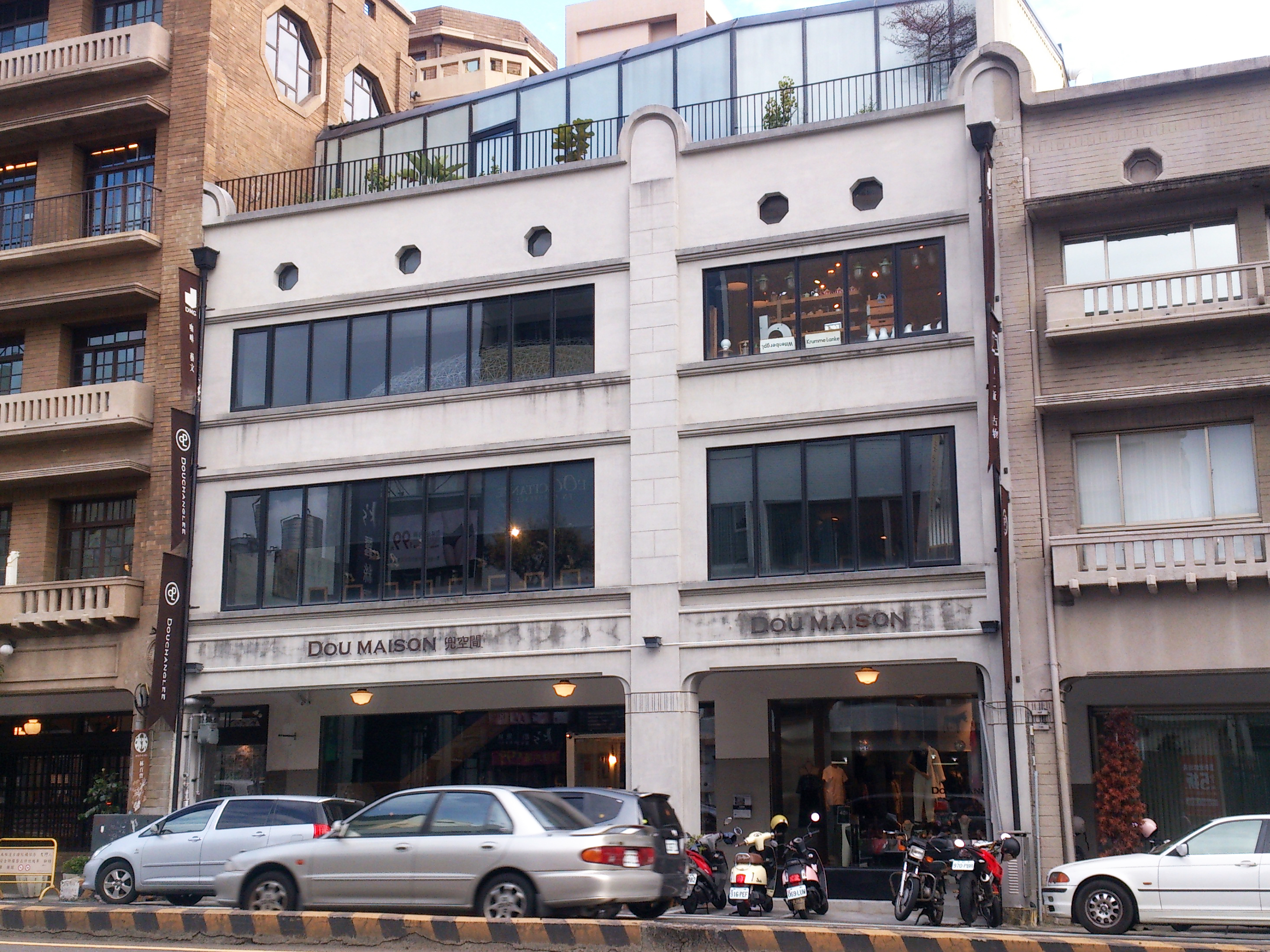
百貨店（左側）と一体化した西側住宅棟も梅澤の設計。

2014年6月14日に、  特産品販売施設「林百貨」として開業、文化創作の新しいスタイルの百貨店として再活用されている。
西側には梅澤設計の「末廣町商店兼住宅」として百貨店と一体化した住宅エリアが同時に建てられ、戦後は「兜空間」となっている。2021年秋にはこの「兜空間」でも外壁などの修復がなされ両棟の一体感が強化された。修復費用の約70%に相当する約123万ニュー台湾ドルは台南市政府文化局の補助金から拠出されている。
台南ダイニングにはマツダ・K360が展示されている。

## アクセス
- 台鉄台南駅から中山路・湯德章紀念公園（ロータリー）経由、徒歩約17分
  - 同駅からバス 約5～6分（大台南公車・紅幹線、紅2、府城客運・1路、7路、19路、共に「林百貨（中正路）」下車）
  - 同駅からタクシー 約5～6分
- 国立台湾文学館から徒歩約3分、台南孔子廟から徒歩約5分